# Bestandskraft
Bestandskraft ist im Verwaltungsrecht die sich aus der Rechtswirksamkeit von Verwaltungsakten ergebende Bindungswirkung.

## Allgemeines
Die Gesetzeskraft und Rechtskraft sind mit der Bestandskraft vergleichbar und betreffen die Rechtswirksamkeit von Rechtsnormen bzw. Gerichtsurteilen.

## Arten
Man unterscheidet formelle Bestandskraft und materielle Bestandskraft. Formell bestandskräftige (d. h. unanfechtbare) Verwaltungsakte binden den Adressaten, materiell bestandskräftige Verwaltungsakte binden die Behörde (§§ 43 ff. Verwaltungsverfahrensgesetz). Die Regelungen über die Bestandskraft von Verwaltungsakten werden aus dem Grundsatz der Rechtssicherheit hergeleitet.

### Formelle Bestandskraft
Ein Verwaltungsakt erlangt formelle Bestandskraft, wenn er nicht mehr mit Rechtsbehelfen angefochten werden kann. Formelle Bestandskraft heißt Unanfechtbarkeit. Bis zum Eintritt der Unanfechtbarkeit kann, sofern ein Widerspruchsverfahren stattfindet, die Ausgangsbehörde dem Widerspruch abhelfen bzw. – bei Nichtabhilfe durch die Ausgangsbehörde – die Widerspruchsbehörde einen Widerspruchsbescheid erlassen und, sofern Anfechtungsklage erhoben wurde, ein Verwaltungsgericht den Verwaltungsakt durch Urteil aufheben.
Die Unanfechtbarkeit tritt ein, wenn entweder alle ordentlichen Rechtsbehelfe erfolglos eingelegt wurden, ein Rechtsmittelverzicht erklärt wurde oder die Fristen zur Einlegung von Rechtsbehelfen verstrichen sind.

### Materielle Bestandskraft
Die Reichweite der materiellen Bestandskraft ist je nach Art des Rechtsgebietes, in dem der Verwaltungsakt erlassen wurde, unterschiedlich weit zu beurteilen. Man unterscheidet die Bindungswirkung mit beschränkter Aufhebbarkeit, die Tatbestandswirkung und die Feststellungswirkung.
Die materielle Bestandskraft tritt mit der Wirksamkeit des Verwaltungsaktes ein. Dem steht nicht entgegen, dass bei Beginn der Wirksamkeit der Verwaltungsakt noch anfechtbar ist, da materielle und formelle Bestandskraft unabhängig voneinander bestehen. Begründet wird dieser frühere Zeitpunkt mit dem Vertrauensschutz. Der Bürger muss sich auf einen ihm ordnungsgemäß bekanntgegebenen Verwaltungsakt verlassen können. Dem Gedanken des Vertrauensschutzes kann auch nicht entgegengehalten werden, dass der Beschwerte noch bis zum Eintritt der Unanfechtbarkeit ein Rechtsmittelverfahren einleiten kann. Ein solches Verfahren ist nur durch den Rechtsmittelführer und nicht durch die Behörde in Gang zu setzen. Hat der Beschwerte ein Rechtsmittelverfahren eingeleitet, ist die Bestandskraft natürlich erst verfestigt, wenn auch die Unanfechtbarkeit eingetreten ist. Bis zum Eintritt der Unanfechtbarkeit steht der Verwaltungsakt noch unter dem Vorbehalt, im Rahmen eines Rechtsmittelverfahrens durch einen Abhilfebescheid der Ausgangsbehörde, durch einen Widerspruchsbescheid oder durch Urteil eines Verwaltungsgerichts, noch aufgehoben oder geändert zu werden. Da der Rechtsmittelführer die materielle Bestandskraft durch Einlegung des Rechtsmittels selbst zur Disposition gestellt hat, wäre die Bezugnahme auf die materielle Bestandskraft bei einer Änderung des Verwaltungsaktes im Rechtsmittelverfahren, -insbesondere bei einer Verböserung durch den Widerspruchsbescheid-, widersprüchlich und nicht schutzwürdig.

## Bindungswirkung und beschränkte Aufhebbarkeit
Die materielle Bestandskraft eines Verwaltungsaktes hat zur Folge, dass der Rechtsträger der Behörde und der Adressat des Verwaltungsaktes an die getroffene Regelung gebunden sind. Wird ein Verwaltungsakt bestandskräftig, kann dieser wegen der Bindungswirkung durch Erlass eines neuen Verwaltungsaktes grundsätzlich weder ersetzt noch geändert werden.
Nach Eintritt der Bindungswirkung gilt die Regelung des Verwaltungsakts unter dem Vorbehalt der einseitigen Rücknahme bzw. des Widerrufs durch die Behörde oder auf Antrag des Adressaten durch Wiederaufgreifen des Verfahrens fort (Durchbrechung der Bestandskraft durch beschränkte Aufhebbarkeit).

## Tatbestandswirkung
Die Tatbestandswirkung erklärt das durch den Verwaltungsakt entstandene Rechtsverhältnis nicht nur zwischen den Beteiligten des konkreten Verwaltungsverfahrens, sondern auch zwischen dem Adressaten und anderen Behörden und sogar Rechtsträgern für maßgeblich. Eine erneute Überprüfung des Verwaltungsaktes findet insoweit nicht mehr statt, als die Regelung im Verwaltungsakt selbst betroffen ist.

## Feststellungswirkung
Ob ein Verwaltungsakt der materiellen Bestandskraft auch über die getroffenen Regelung hinaus fähig ist, entscheidet sich nach dem konkreten Einzelfall. Die Feststellungswirkung bezieht sich auf die Tatsachen oder rechtlichen Feststellungen, welche der im Verwaltungsakt enthaltenen Regelung zugrunde liegen. Werden sie in die materielle Bestandskraft mit einbezogen, gelten die für den Erlass des Verwaltungsaktes ausermittelten Tatsachen und Rechtsverhältnisse auch für andere Verwaltungsakte gegenüber demselben Bürger als wahr. Eine erneute Erforschung des Sachverhalts und eine erneute Prüfung der Übereinstimmung mit Rechtsvorschriften, die bereits in dem Verwaltungsakt mit Feststellungswirkung vorgenommen wurden, findet nicht mehr statt. Das Verwaltungsverfahren hat wegen des nur gering formalisierten Verfahrensablaufs und der Rolle der Behörde als Beteiligte (und nicht als neutraler Dritter) nur eine beschränkte Richtigkeitsgewähr. Zudem hat das Verwaltungsverfahren keine endgültige Rechtsbefriedungsfunktion und ist eher gestaltend auf die Zukunft und weniger auf einen Abschluss der Vergangenheit ausgerichtet. Aus rechtsstaatlichen Bedenken ordnet der Gesetzgeber daher grundsätzlich keine Feststellungswirkung des Verwaltungsaktes an.
Die Feststellungswirkung ergibt sich ausdrücklich (z. B. § 4 Asylgesetz a.F.) aus dem Gesetz oder muss durch Auslegung ermittelt werden. Dabei kann sie sich sowohl aus dem Zweck des Gesetzes wie auch Gründen der Verhältnismäßigkeit für den betroffenen Bürger ergeben. Ein bekanntes Beispiel für die Notwendigkeit einer Ermittlung der Feststellungswirkung durch Auslegung ist die Baugenehmigung. Ist dem Bauherrn eine Baugenehmigung erteilt worden, stellt diese auch für eine künftige baupolizeiliche Abrissverfügung verbindlich fest, dass die bauliche Anlage mit den durch die Baugenehmigung geprüften Vorschriften übereinstimmt (Legalisierungswirkung). Will die Baupolizeibehörde wegen eines Widerspruchs zu öffentlich-rechtlichen Vorschriften, die im Baugenehmigungsverfahren bereits geprüft wurden, die bauliche Anlage abreißen, muss zunächst die Baugenehmigung zurückgenommen werden.

## Andere Rechtsgebiete

### Materielle Bestandskraft im Sozialrecht
Im Sozialrecht verwendet das Gesetz den Begriff "Bestandskraft" nicht. Stattdessen wird der nicht angefochtene Verwaltungsakt "bindend" (§ 77 SGG), womit aber die Bestandskraft gemeint ist. Zudem besteht wegen § 44 SGB X faktisch nur eine sehr beschränkte materielle Bestandskraft. Hiernach hat die Verwaltung auch bei Vorliegen formeller Bestandskraft einen rechtswidrigen nicht begünstigenden Verwaltungsakt mit Wirkung für die Vergangenheit zurückzunehmen, wobei Leistungen allerdings nach § 44 Abs. 4 SGB X für längstens 4 Jahre rückwirkend erbracht werden.

### Materielle Bestandskraft im Steuerrecht
Im Steuerrecht können auch bestandskräftige Verwaltungsakte geändert werden, wenn eine Korrekturvorschrift eingreift (z. B. § 129, § 130, § 131, §§ 172 ff. Abgabenordnung). Ferner kann der Eintritt der Bestandskraft verhindert werden, indem ein Steuerbescheid unter dem Vorbehalt der Nachprüfung ergeht (§ 164 AO) oder bestimmte Punkte im Steuerbescheid als vorläufig behandelt werden (§ 165 AO).

## International
In der österreichischen und schweizerischen Rechtssprache wird neben der Unanfechtbarkeit von gerichtlichen Urteilen und Beschlüssen auch die Unanfechtbarkeit von verwaltungsbehördlichen Entscheidungen als Rechtskraft bezeichnet.